# Corigliano Calabro
Corigliano Calabro est une frazione de Corigliano-Rossano de la province de Cosenza, dans la région région de Calabre, en Italie.

## Administration
| Période                                  | Période  | Identité       | Étiquette | Qualité |
| ---------------------------------------- | -------- | -------------- | --------- | ------- |
| 12 janvier 2007                          | En cours | Mario Gonzales |           |         |
| Les données manquantes sont à compléter. |          |                |           |         |

### Hameaux
Schiavonea, Scalo, Cantinella, San Nico, Piana Caruso, Baraccone, Simonetti, Apollinare, Fabrizio Grande, Fabrizio Piccolo

#### Schiavonea
Schiavonea apparaît au XIIe siècle en tant que bourg de pêcheurs avec son port ("Marina del Cupo") tourné vers le commerce de produits agricoles. En 1601, la « Torre del Cupo » est érigée pour prévenir les intrusions par la mer. En 1615, les habitants construisent la petite église de San Leonardo. Elle est remplacée en 1649, à la suite d'une apparition miraculeuse,  par le sanctuaire de la Madonna della Schiavonea ou « Madonna della Guida », consacré en 1665. Le bourg prit rapidement le nom de « Marina della Schiavonea ». En 1850, le baron Luigi Compagna fait construire le « Quadrato ». 
La sainte patronne de Schiavonea est la Madonna della Neve qui est fêtée le 5 août.

### Communes limitrophes
Acri, Cassano allo Ionio, Longobucco, Rossano, San Cosmo Albanese, San Demetrio Corone, San Giorgio Albanese, Spezzano Albanese, Tarsia, Terranova da Sibari.
Côté mer, la commune donne sur le golfe de Corigliano, en mer Ionienne.

## Personnalités liées à la ville

### Personnalités nées à Corigliano Calabro
- Gennaro Gattuso, joueur et entraîneur de football, né à Schiavonea
- Costantino Mortati
- Aroldo Tieri
- Vincenzo Valente